# Ивана В. Јовановић
Ивана В. Јовановић (Јагодина, 1973) српска је глумица. Најпознатија је по улози Зоре у ТВ серији Јагодићи. Добитница је Стеријине награде за глумачко остварење тумачењем главне улоге у представи Госпођа Олга.
Од 1998. члан је глумачког ансамбла Народног позоришта у Сомбору.

## Биографија
Рођена је 1973. у Јагодини. Завршила је Академију уметности у Новом Саду у класи професора Боре Драшковића. Глумачку каријеру започела је 1996. улогом Сузан Бренди у позоришној представи Виловњак од западних страна редитеља Милана Караџића.

## Филмографија
| Год.       | Назив                   | Улога             |
| ---------- | ----------------------- | ----------------- |
| 2008.      | Наша мала клиника       | сестра Вера       |
| 2008.      | Није крај               |                   |
| 2008.      | Сељаци                  | Швабица           |
| 2010.      | Тотално нови талас      | Јадранка          |
| 2012—2013. | Јагодићи                | луда Зора         |
| 2014.      | Бранио сам Младу Босну  | Јулијана          |
| 2015.      | Мач освете              | Девин             |
| 2015.      | Ако једном видиш Марију | Марија            |
| 2016.      | Апофенија               | Ета               |
| 2019.      | Чудесно млеко           |                   |
| 2021.      | Тајне винове лозе       | физиотерапеуткиња |
| 2021.      | Кљун                    |                   |